# Wereldkampioenschappen shorttrack junioren 2007
Het Wereldkampioenschap shorttrack junioren 2007 werd van 12 t/m 14 januari 2007 gehouden in Mladá Boleslav (Tsjechië). Titelverdediger bij de heren was Lee Jung-su, bij de vrouwen Jung Eun-ju.

## Lijst van deelnemende landen
| - België (BEL) - Bosnië en Herzegovina (BiH) - Bulgarije (BUL) - Canada (CAN) - China (CHN) - Duitsland (GER) - Frankrijk (FRA) - Groot-Brittannië (GBR) - Hongarije (HUN) - India (IND) - Israël (ISR) - Italië (ITA) - Japan (JPN) - Kazachstan (KAZ) - Zuid-Korea (KOR) - Kroatië (CRO) | - Letland (LAT) - Litouwen (LTU) - Nederland (NED) - Oekraïne (UKR) - Oostenrijk (AUT) - Polen (POL) - Roemenië (ROM) - Rusland (RUS) - Servië (SRB) - Slovenië (SLO) - Slowakije (SVK) - Taipei (TPE) - Tsjechië (CZE) - Verenigde Staten (USA) - Wit-Rusland (BLR) |

## Uitslagen

### Jongens

#### Eindklassement
|        | Naam               | Land | Pnt. |
| ------ | ------------------ | ---- | ---- |
| Goud   | Shin Woo-chul      | KOR  | 89   |
| Zilver | Lee Jung-su        | KOR  | 76   |
| Brons  | Jang Won-hoon      | KOR  | 34   |
| 4      | Wei Jiguang        | CHN  | 34   |
| 5      | Jeff Simon         | USA  | 26   |
| 6      | Viktor Knoch       | HUN  | 21   |
| 7      | Gao Ming           | CHN  | 16   |
| 8      | Nicholas Bean      | CAN  | 8    |
| 9      | Maxime Chataignier | FRA  | 5    |
| 10     | Ye Liming          | CHN  | 3    |
| 23     | Jorrit Oosten      | NED  |      |
| 30     | Arno Jaspers       | BEL  |      |

#### 1500 meter
|      | Naam        | Land | Tijd     |
| ---- | ----------- | ---- | -------- |
| Goud | Lee Jung-su | KOR  | 2.24,300 |

#### 500 meter
|        | Naam          | Land | Tijd       |
| ------ | ------------- | ---- | ---------- |
| Goud   | Wei Jiguang   | CHN  | 42,589     |
| Zilver | Jeff Simon    | USA  | 42,953     |
| Brons  | Shin Woo-chul | KOR  | 42,978     |
| 4      | Gao Ming      | CHN  | DQ         |
| 17     | Jorrit Oosten | NED  | heats      |
| 35     | Arno Jaspers  | BEL  | voorrondes |

#### 1000 meter
|      | Naam          | Land | Tijd     |
| ---- | ------------- | ---- | -------- |
| Goud | Shin Woo-chul | KOR  | 1.26,432 |

#### 2000 meter relay
|      | Land       | Tijd     |
| ---- | ---------- | -------- |
| Goud | Zuid-Korea | 2.46,936 |

### Meisjes

#### Eindklassement
|        | Naam             | Land | Pnt. |
| ------ | ---------------- | ---- | ---- |
| Goud   | Yang Shin-young  | KOR  | 110  |
| Zilver | Shin Sae-bom     | KOR  | 66   |
| Brons  | Park Seung-hi    | KOR  | 55   |
| 4      | Zhao Nannan      | CHN  | 44   |
| 5      | Kong Xue         | CHN  | 21   |
| 19     | Jorien ter Mors  | NED  |      |
| 34     | Marlena Pot      | NED  |      |
| 39     | Annabel De Cleer | BEL  |      |
| 48     | Lisanne Huisman  | NED  |      |

#### 1500 meter
|      | Naam            | Land | Tijd     |
| ---- | --------------- | ---- | -------- |
| Goud | Yang Shin-young | KOR  | 2.19,186 |

#### 500 meter
|        | Naam             | Land | Tijd       |
| ------ | ---------------- | ---- | ---------- |
| Goud   | Shin Sae-bom     | KOR  | 45,189     |
| Zilver | Zhao Nannan      | CHN  | 45,243     |
| Brons  | Wang Shuang      | CHN  | 45,338     |
| 4      | Valerie Lambert  | CAN  | 45,476     |
| 25     | Jorien ter Mors  | NED  | heats      |
| 58     | Annabel de Cleer | BEL  | voorrondes |

#### 1000 meter
|      | Naam            | Land | Tijd     |
| ---- | --------------- | ---- | -------- |
| Goud | Yang Shin-young | KOR  | 1.32,394 |

#### 2000 meter relay
|      | Land       | Tijd     |
| ---- | ---------- | -------- |
| Goud | Zuid-Korea | 2.54,136 |